# Tolongoina
Koordinaten: 21° 33′ S, 47° 32′ O
Tolongoina ist eine Kleinstadt in der madagassischen Region Vatovavy-Fitovinany mit 17.000 Einwohnern im Jahr 2001. Der Ort ist über die nicht befestigte Nationalstraße 14 (Ifanadiana – Ikongo) mit dem madagassischen Straßennetz verbunden. Zudem liegt er an der Eisenbahnstrecke Fianarantsoa-Côte Est von Fianarantsoa nach Manakara. Die Mehrheit der Einwohner ist in der Landwirtschaft beschäftigt. Hauptprodukte sind Bananen, Ingwer, Kaffee und Reis.

## Belege
1. ↑  ILO Zensus-Daten